# Leptotarsus (Macromastix) constrictus
Leptotarsus (Macromastix) constrictus is een tweevleugelige uit de familie langpootmuggen (Tipulidae). De soort komt voor in het Australaziatisch gebied.